# 290 Bruna
A 290 Bruna a Naprendszer kisbolygóövében található aszteroida. Johann Palisa fedezte fel 1890. március 20-án.